# Nienburg (Saale)
Nienburg (Saale) (pol. hist. Nowogród) – miasto w Niemczech, w kraju związkowym Saksonia-Anhalt, w powiecie Salzland. Leży przy ujściu rzeki Bode do Soławy.
Pierwotnie gród słowiański, Ibrāhīm ibn Yacqūb podaje jego nazwę jako Nōb Ġ(a)rād, miasto leżące nad rzeką Ṣ(o)lāwa, w miejscu do którego wpada rzeka Bōda: Jest to twierdza zbudowana z kamienia i zaprawy murarskiej (...ḥiṣn mabniyy bi'l-haǧāra wa'ṣ-ṣārūǧ).

W mieście znajdowało się w średniowieczu opactwo Nienburg, którego zabudowania (w tym kościół) istnieją do dzisiaj.
1 stycznia 2010 do miasta przyłączono gminy Gerbitz, Latdorf, Neugattersleben, Pobzig i Wedlitz, tym samym rozwiązano wspólnotę administracyjną Nienburg (Saale).

## Współpraca
Miejscowość partnerska:
- Nienburg (Weser), Dolna Saksonia